# Abdel Fatah al-Sisi
Abdel Fatah Saed Husein Halil al-Sisi (arap. عبد الفتاح سعيد حسين خليل السيسي; Kairo, 19. studenog 1954.), predsjednik Egipta od lipnja 2014. godine. Bio je zapovjednik vrhovnog stožera Egipatskih oružanih snaga te ministar obrane od 2012. do 2014. godine. Kao zapovjednik oružanih snaga imao je odlučujuću ulogu u svrgavanju islamističkog predsjednika Mohameda Mursija nakon masovnih prosvjeda protiv Morsija i njegove vlade. Potom je al-Sisi postavljen za prvog zamjenika predsjednika vlade, ostavši na dužnosti ministra obrane.
Vojnu službu napustio je u ožujku 2014. godine, te je najavio da će sudjelovati na predsjedničkim izborima 2014. godine. Dobio je 97% glasova, a njegov naseristički protukandidat Hamdin Sabahi svega 3%.